# 贾伊尔·雷诺索
贾伊尔·雷诺索（Jair Reynoso，1985年6月7日—），是哥伦比亚职业足球运动员，司职前锋。
雷诺索出生于哥伦比亚，小时候曾在家乡球队卡利美洲接受训练，15岁时移居美国。2004年，他进入阿根廷豪门河床青年队，一个赛季后加盟迪罗联邦，但没有获得出场机会。之后他又先后效力于美国的迈阿密FC、阿塞拜疆球队穆格汗以及玻利维亚球队玻利瓦尔和奥罗拉。雷诺索在2010赛季玻利维亚甲级联赛中打进22球（秋季联赛13球，位列第二位；春季联赛9球，位列第七位）。
2011年2月23日，中超球队深圳红钻宣布租借雷诺索一年雷诺索尽管个人能力不俗，但其后由于无法融入到新主教練特鲁西埃的战术体系，他经过与深圳红钻协商后决定解约，在仅仅过了22天之后，联赛还没正式开始雷诺索就被解约，雷诺索回到奥罗拉効力。
2015年2月5日雷诺索再次来到中国，转会加盟中甲球队哈尔滨毅腾。